# Giulio Einaudi Editore
(Motto della casa editrice)
La Giulio Einaudi Editore, nota anche più semplicemente come Einaudi, è una casa editrice italiana fondata nel 1933.

## Storia

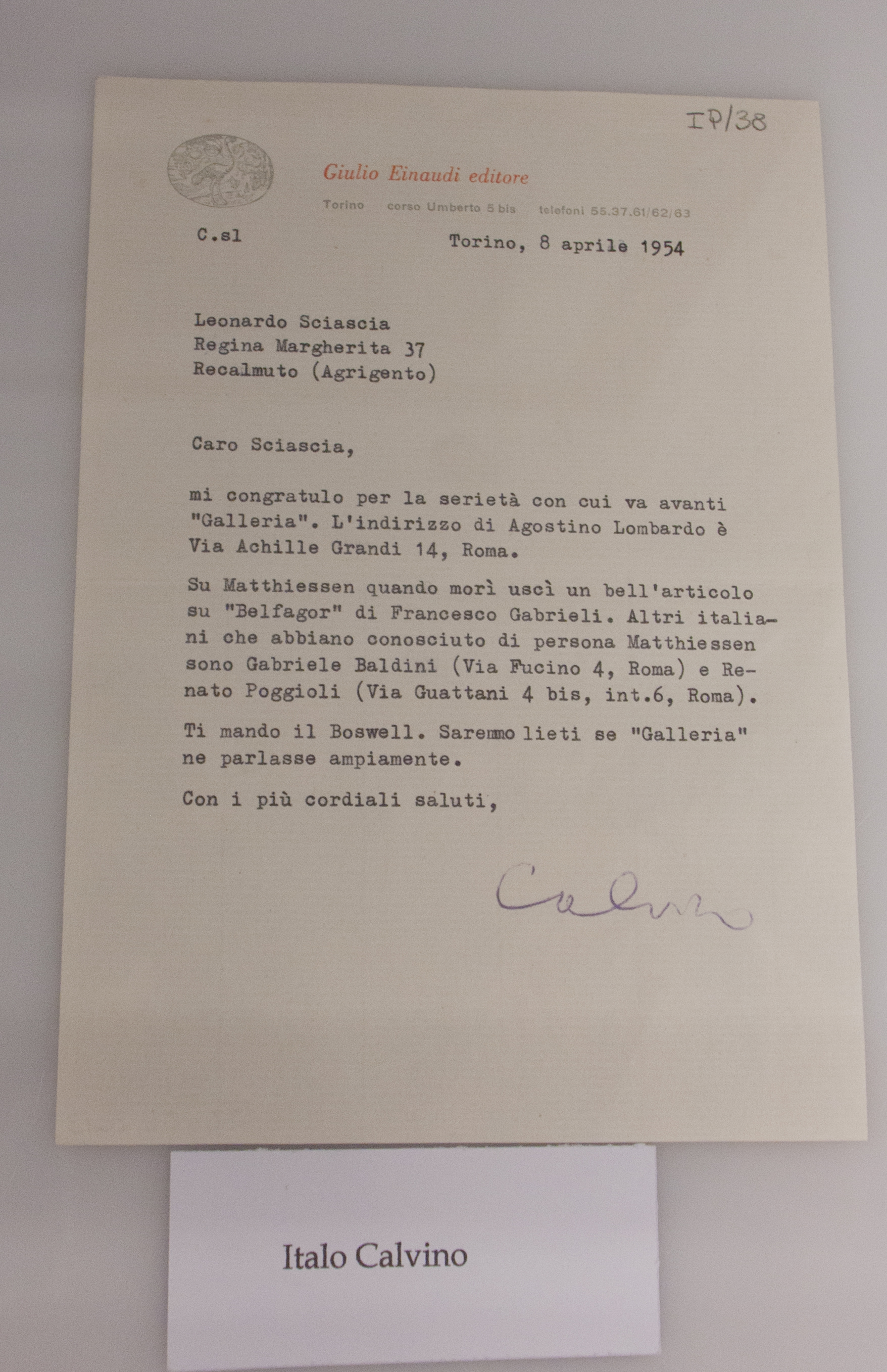
Una lettera di Calvino a Sciascia con carta intestata Einaudi Editore

### Anni trenta
Fu fondata a Torino il 15 novembre 1933 da Giulio Einaudi, figlio del futuro presidente della Repubblica Luigi Einaudi, all'epoca ventunenne e da un gruppo di amici, studenti del Liceo classico Massimo d'Azeglio, tutti allievi di Augusto Monti. Sin dall'inizio è possibile intravedere quelli che saranno gli ideali fondanti dell'esperienza editoriale di Einaudi e dei propri collaboratori, cioè la commistione di impegno civile e politico ma anche intellettuale e formativo. Il clima politico-sociale dell'Italia negli anni trenta influisce sul carattere stesso della casa, che si caratterizza per una chiara impronta antifascista, e per questo numerosi esponenti furono colpiti dal regime. La casa editrice venne presa di mira dal regime: nel 1935 Einaudi fu prima arrestato e poi inviato al confino.
Nel 1934 pubblica "La Riforma Sociale" e "La Rassegna Musicale" di Guido Maggiorino Gatti, e "La Cultura" la cui direzione viene affidata a Cesare Pavese. La casa editrice si avvalse di collaboratori come Cesare Pavese, Giaime Pintor, Elsa Morante, Massimo Mila, Norberto Bobbio, Elio Vittorini, Italo Calvino, Natalia Ginzburg, Leone Ginzburg; quest'ultimo, di fatto il primo direttore editoriale della casa, venne assassinato dai nazisti nel 1944 a Roma, nelle carceri di Regina Coeli, in seguito a torture.
Il primo numero di La Cultura anche ultimo elaborato di Leone Ginzburg viene pubblicato nel marzo del 1934 subito dopo l'arresto dello scrittore.

### Anni quaranta
Durante gli anni quaranta la casa editrice è attiva in varie città italiane, la redazione romana e torinese viene affidata a Cesare Pavese e quella milanese a Elio Vittorini. Sarà quest'ultimo a dare continuità all'intreccio politico-culturale della casa editrice, facendo nascere la rivista «Il Politecnico». In questi anni, si può riscontrare anche la pubblicazione delle opere di Antonio Gramsci.
Sempre in questi anni la casa editrice arricchisce la sua produzione di saggistica (aprendosi all'antropologia e alla psicanalisi) diventando punto di riferimento anche per la narrativa italiana e straniera e per i classici, con le collane dei «Coralli», dei «Supercoralli» e dei «Millenni».

### Anni cinquanta
Dopo la morte di Cesare Pavese avvenuta nel 1950 la casa editrice, coordinata da Luciano Foà, inizia a promuovere nuovi autori italiani come Beppe Fenoglio, Franco Lucentini, Ottiero Ottieri, Graziella Romano, Mario Rigoni Stern, Anna Maria Ortese e Leonardo Sciascia.
Pubblicò nel dopoguerra i Quaderni e le Lettere dal carcere di Antonio Gramsci. Dopo aver affrontato gli intensi anni della guerra, la casa torinese si prepara al periodo della ricrescita, vivendo gli anni cinquanta come un periodo di pieno fermento ed intensa attività editoriale, in cui l'Einaudi rafforza la propria immagine culturale a dispetto dell'idea di casa editrice “di partito” che aveva dato all'inizio della propria attività, politicamente schierata a sinistra. Tuttavia i grandi progetti del fondatore dovettero sottendere il confronto continuo con i dati economici poiché la volontà di imprimere al catalogo una ricchezza intellettuale costrinse l'editore a attingere a fondi privati, delineando un precario equilibrio finanziario.

### Anni sessanta
Durante gli anni sessanta il settore editoriale assunse sempre più i tratti di un ambito industriale in cui agiscono marcate forze imprenditoriali e si cominciò a parlare, in senso strettamente commerciale, di mercato e pubblico.
Se Elio Vittorini e Italo Calvino guidano la ricerca letteraria attraverso le collane di narrativa e la rivista Il menabò (1959-1967), Giulio Bollati coordina l'insieme delle proposte saggistiche e le collane di classici. Nel 1965, nascono due collane il Nuovo Politecnico e La ricerca letteraria, nel 1968 Serie politica e un anno dopo la collana Einaudi Letteratura.

### Anni settanta
Gli anni Settanta la casa editrice amplia il suo pubblico e i risultati di diffusione. Nella narrativa ottiene ottimi risultati il bestseller La storia di Elsa Morante, che vende circa un milione di copie. Sempre in questi anni vengono pubblicate le collane «Gli struzzi» e le «Centopagine» di Calvino. Nasce inoltre l'Enciclopedia in 15 volumi (1977-1982), diretta da Ruggiero Romano, in collaborazione di importanti studiosi di tutto il mondo.

### Anni ottanta
Le politiche editoriali all'interno di Giulio Einaudi Editore si pongono obiettivi e priorità differenti rispetto al passato, non si attua più una politica centrata sull'autore bensì si predilige la politica del best seller che permette successi copiosi ed immediati. Ciò ha condotto la casa torinese a una forte crisi identitaria. Infatti ebbe un periodo di forte crisi negli anni settanta e ottanta, che videro una collaborazione con la casa editrice francese Gallimard per proporre sul mercato italiano le celebri edizioni della Bibliothèque de la Pléiade. In particolare il 1983 è stato un anno chiave per la storia della casa editrice torinese in cui coincisero tre eventi che sarebbero già rilevanti se considerati singolarmente: la ricorrenza dei cinquant'anni di vita, la pubblicazione del catalogo storico e la crisi finanziaria. L'anno 1983 registra anche l'assegnazione, da parte del comune di Zafferana Etnea, del premio letterario Brancati.

### Dagli anni novanta
Nel 1994, Giulio Einaudi Editore fu acquistata dal Gruppo Mondadori.
Nel 1998 rilevò Edizioni di Comunità.
Nel 1999 Giulio Einaudi morì a Magliano Sabina. Gli succedette alla guida della casa editrice Roberto Cerati che condusse la casa editrice fino alla morte, avvenuta nel novembre 2013. Nell'aprile 2014 fu nominato presidente lo storico Walter Barberis.

## L'estetica della casa editrice

### Emblema e loghi collane
L'emblema della casa editrice consiste in una impresa, il cui corpo raffigura uno struzzo che stringe un chiodo nel becco e, sullo sfondo, un paesaggio con un castello e la cui anima reca la dicitura «Spiritus durissima coquit». La sua origine risale a prima del 1574, dal volume Dialogo delle imprese militari et amorose di monsignor Paolo Giovio, da lui ideata per Girolamo Mattei Romano.
L'emblema venne ripreso dalla rivista «La Cultura», acquistata da Giulio Einaudi nel 1934: dal 1938 appare sulle copertine dei cataloghi della casa editrice.
La collana Einaudi Tascabili ha come logo uno struzzo che corre, privo del motto. Il disegno è stato realizzato nel 1951 da Pablo Picasso, che poi lo donò a Giulio Einaudi nel corso di un incontro avvenuto tra i due in una residenza dell'artista.
In occasione della Fiera di Francoforte nell'ottobre 2000 è stato presentato un nuovo struzzo d'artista realizzato da Giulio Paolini, che mostra uno struzzo stilizzato contenente quello originario, al fine di rappresentare una nuova spinta innovativa della casa editrice, al contempo attenta alla tradizione editoriale che la caratterizza.

### Artisti per Einaudi
La casa editrice si è caratterizzata, fin dalla sua nascita, per una stretta e florida collaborazione con artisti di vario titolo. Si annoverano pittori, scultori, illustratori e designer. Esistono anche esempi di scrittori-pittori, autori che oltre ad aver creato il testo dell'opera sono stati in grado di proporre la migliore proposta figurativa e iconografica per la copertina, l'esempio di maggior successo fu Carlo Levi.
Di seguito si elencano una serie di artisti che hanno collaborato nella realizzazione delle copertine delle principali collane della casa editrice:
Francesco Menzio, Bruno Munari, Albe Steiner, Max Huber, Mario Sturani, Elsa Morante, Luigi Spazzapan, Renato Guttuso, Pier Antonio Gariazzo, Domenico Purificato, Bruno Cassinari, Giuseppe Ajmone, Cesare Peverelli, Ennio Morlotti, Alfredo Chighine, Rinaldo Bergolli, Giuseppe Zigaina, Pietro Plescan, Renato Guttuso, Carlo Levi, Toti Scialoja, Emilio Tadini, Giuliano Scabia, Paul Strand, Gianni Berengo Gardin, Ugo Mulas, Giuseppe Penone, Gianfranco Baruchello, Giulio Paolini, Luigi Mainolfi, Nicola De Maria, Antonio Riello, Lorenzo Mattotti, Giuliano Della Casa, Marco Campedelli, Gabriele Basilico, Art Spiegelman, Giuseppe Palumbo, Lorenzo Ceccotti, Alessandro Gottardo, Igort, Giulio Paolini.

### Le copertine
La casa Editrice Einaudi ha ottenuto successo negli anni non solo grazie al contenuto letterario e culturale, che le sue pubblicazioni e testi offrono, ma anche grazie al suo stile tipografico e grafico.
Una delle personalità che maggiormente influenzò e contribuì a costruire precisi tratti grafici e identitaria alle collane della casa editrice fu Bruno Munari, artista e designer Italiano.
La collaborazione tra Bruno Munari e la casa editrice nacque nel 1953 quando le prime proposte creative dell'artista vennero accettate con estremo entusiasmo da Giulio Einaudi. Fin dall'inizio della loro collaborazione la casa editrice ripone molta fiducia nelle capacità del designer, affidandogli, non solo lo sviluppo grafico delle copertine e sopraccoperte di alcune collane, ma anche seguendo opinioni e giudizi dati dall'artista sull'operato della casa, in termini artistici.
Bruno Munari impresse un carattere distintivo molto forte a molte copertine della casa editrice tra le quali:
- Il Menabò rivista di Elio Vittorini e Italo Calvino (1956)
- collana Saggi, tra cui il libro di Primo Levi Se questo è un uomo (1960)
- collana Piccola Biblioteca Einaudi (1960)
- collana Nuova Universale Einaudi (1962)
- Collezione di Poesia (1964)
- Nuovo Politecnico (1965)
- Einaudi Letteratura (1969)
- TantiBambini, collana composta da 66 libri (editi dal 1972 al 1976)

## Collane Giulio Einaudi editore
Problemi contemporanei
Collana che vede la sua nascita del 1934, dedicata all'analisi delle realtà attuali. Riprende dopo la liberazione Italiana con una nuova serie.
Collezione di opere scientifiche di economia e finanza
La sua prima pubblicazione risale al 1934, successivamente questa collana confluirà nei Manuali Einaudi.
Ricordi e documenti di guerra
Collana nata nel 1935, che avrebbe dovuto ospitare memorie e documenti riguardanti la prima guerra mondiale, che a causa del sequestro non ebbero possibilità di essere pubblicate. Autore della collana Leonida Bissolati.
Biblioteca di cultura storica
Collana progettata da Leone Ginzburg. Il primo volume fu pubblicato nel 1935. Rilanciata nel 1969 e tuttora aperta, comprende libri di storia, fra cui spiccano, per numero di volumi stampati, opere di Fernand Braudel, Edward Carr, Renzo De Felice, Paolo Spriano, Franco Venturi e molti altri. Tra i consulenti che hanno contribuito alla realizzazione della collana si annoverano Federico Chabod, Delio Cantimori, Franco Venturi, Paolo Spriano, Ruggiero Romano, Corrado Vivanti, Carlo Ginzburg, Walter Barberis, Adriano Prosperi e Giuseppe Sergi.
Saggi
È una collana di saggistica varia, pubblicata dal 1937 ad oggi. Essa fu inaugurata da Voltaire politico dell'illuminismo di Raimondo Craveri. I suoi volumi si riconoscono dal color arancio dominante nella copertina.
Con quasi 1000 volumi pubblicati dal 1937 a 2019 i "saggi" hanno indicato e sviluppato una serie di linee culturali sempre sostenute da un forte impegno civile. Notevole rilievo hanno, oltre alla letterature e alla saggistica filosofica, le arti figurative, l'architettura, il cinema, la musica, l'archeologia, la storia e la scienza.
Collezione di scritti inediti o rari di economisti
Una collana di piccole dimensioni composta da volumi brevi, ebbe inizio nel 1932 a cure della "Riforma Sociale" e poi successivamente ripresa dalla casa editrice nel 1937.
Biblioteca di cultura scientifica
Dedicata ai temi scientifici e epistemologici con opere di alto valore scientifico, ma accessibili ad un pubblico non specializzato, iniziata nel 1938, viene ripresa dalla casa editrice Boringhieri nel 1957.
Narratori stranieri tradotti
Ad opera di Cesare Pavese, Massimo Mila e Natalia Ginzburg venne pubblicata a partire dal 1938, come raccolta di traduzioni di opere straniere prestigiose.
Poeti
Collana dedicata puramente a testi di sperimentazione di carattere letterario. Si annoverano pubblicazioni di opere degli scrittori Cesare Pavese, Eugenio Montale, Umberto Saba, Pablo Neruda, Franco Fortini, Piero Jahier, Paul Éluard e Edoardo Firpo.
Nuova raccolta di classici italiani annotati
Venne fondata nel 1939 da Santorre Debenedetti, per poi essere successivamente diretta prima da Gianfranco Contini e poi da Cesare Segre; custodisce opere e testi della tradizione letteraria italiana con grandi spazi dedicati a approfondimenti filologici e commenti.
Biblioteca di cultura economica
Ebbe inizio nel primo dopoguerra, con testi dedicati a temi economici di carattere internazionale.
Opere di Luigi Einaudi
Collana che dal 1940 raccoglie gli scritti di Luigi Einaudi, dal 1961 anche grazie alla collaborazione di Federico Caffè. Si suddivide in due serie, la prima dedicata a scritti di economia e di finanza (1940-1942), la seconda a questioni politiche e economiche (1956-1965).
Cronache d'oggi
Collana che vide il sequestro del suo primo volume a causa della censura fascista e dei temi di attualità.
Biblioteca d'arte
Collana dedicata alla critica e alla storia dell'arte, diretta dal 1941 al 1957 da Carlo Ludovico Ragghianti.
Manuali
Avviati nel 1941 e passati nel 1955 all'editore Boringhieri, si articolavano nelle serie di agraria, di biologia, di chimica, di fisica, di ingegneria, di matematica, di medicina, di psicologia e di scienze economiche.
Nel 1964 hanno inizio le serie di letteratura, filologia e linguistica, di cinema, teatro e musica, di arte, architettura e urbanistica, di storia e preistoria, di fisica, matematica e scienze sociali.
Narratori contemporanei
Raccolte di narratori contemporanei, senza pregiudizio di scuola; confluirà nel 1947 nella collana Coralli.
Libri per l'infanzia e la gioventù
Collana dedicata all'educazione infantile ma con uno spirito di parità tra generazioni.
I Giganti
Iniziata nel 1942 in forma sperimentale, entra a far parte dei Millenni nel 1947.
Universale Einaudi
Inizialmente impostata nel 1942 grazie a Carlo Muscetta, vede la realizzazione di una prima serie e successivamente una seconda entrambe dedicate al dibattito culturale italiano.
Corrente
Serie di opere appartenenti a vari ambiti disciplinari.
Biblioteca di cultura politica e giuridica
Ad opera di Antonio Giolitti e Norberto Bobbio, nasce con il nome di collana di cultura giuridica nel 1943, per poi assumere il nome attuale nel 1945.
Biblioteca di cultura filosofica
Simili ai precedenti ma con l'uso del colore giallo. Il primo volume fu pubblicato nel 1945. Collana progettata da Norberto Bobbio, che si propose di introdurre nella cultura italiana le principali correnti della filosofia contemporanea e insieme monografie critiche di momenti essenziali della riflessione filosofica.
Problemi Italiani
Collana pubblicata nel 1945, durante il periodo della ricostruzione italiana. Le opere hanno come obiettivo l'analisi e la comprensione delle problematiche e questioni centrali del periodo italiano.
Testimonianze
Collana dedicata a scritti e ricordi sul fascismo, sulla guerra e sulla lotta partigiana.
Mondo contemporaneo
Sperimentazione letteraria che attraverso la memorialistica cerca di spiegare la realtà del paese italiano.
Politecnico Biblioteca
Affiancata nel 1946 al "Politecnico" di Vittorini.
Opere di Antonio Gramsci
Iniziativa di Palmiro Togliatti e a cura di Felice Platone, che pubblicarono in primis Lettere dal carcere di Antonio Gramsci. Dal 1965 con l'uscita Nue e nel 1975 con l'edizione critica i Quaderni, la collana viene riveduta e integrata.
I millenni
È la più prestigiosa collana dell'Einaudi, curata inizialmente da Cesare Pavese e pubblicata dal 1947. Presenta autori classici in edizione rilegata con custodia, con apparato critico e illustrazioni. Tradotti da specialisti, con numerosi apparati iconografici ai quali per molti anni hanno dato contributo originale Elio Vittorini, Giulio Bollati e Paolo Fossati.
I coralli
Varata nel 1947, la collana puntava alla scoperta di giovani autori italiani e stranieri. Anche i "Nuovi coralli", nati di seguito (il primo titolo era La morte a Venezia di Thomas Mann, nel 1971) avevano volontà di scoperta o riscoperta; negli ultimi anni è diventata una specie di collana di autori Einaudi di comprovata tiratura. L'ultimo titolo è stato il n. 490 (Tu non ti ami di Nathalie Sarraute, nel 1996), anche se poi qualche ristampa viene ancora fatta. Dal 2006 la collana prosegue con una nuova veste grafica e senza numerazione.
Supercoralli
Pubblicata dal 1948, è tuttora la collana di punta per la narrativa. I volumi sono rilegati con sovraccoperta. Contiene romanzi e racconti del Novecento, con raccolte di poesia e di teatro.
Collezione di studi religiosi, etnologici e psicologici
Detta anche "collana viola" per il colore della copertina e diretta da Cesare Pavese ed Ernesto De Martino dal 1948 al 1956, venne successivamente acquistata da Bollati Boringhieri. Introdusse nuovi temi e argomenti tralasciati dal mondo classico, aggiungendo nella ricerca psicoanalisi, etnologia e antropologia.
Piccola Biblioteca Scientifico-letteraria
Collana nata nel 1949, con testi di alto livello scientifico e culturale, differenziati in una serie rossa, storico scientifica, e una grigia letteraria.
Opere di Guido Dorso
Tra il 1949 e il 1950, vennero raccolti gli scritti di Guido Dorso, a due anni dalla sua scomparsa; collana a cura di Carlo Muscetta.
Fuori collana
Una collana composta principalmente da testi monografici di archeologia, architettura, urbanistica, pittura e fotografia.
I gettoni
Collana ideata da Vittorini, il quale propose dal 1951 al 1958 opere di narrativa contemporanea di impronta fortemente nazionale: infatti su un totale di 58 titoli (tredici dei quali pubblicati nel 1954), solo otto sono di autori stranieri. Gli scrittori pubblicati sono in tutto 49.
Scrittori di storia
Diretta da Federico Chabod, fu pubblicata inizialmente nel 1951, al fine di diffondere opere attrattive di carattere e dalla provenienza europea.
Collana storica di architettura
Collana dedicata agli aspetti storiografici della storia dell'arte. Iniziata nel 1951 venne successivamente inserita nei Saggi.
Opere di Francesco De Sanctis
A cura di Carlo Muscetta, viene pubblicata per la prima volta nel 1951.
Nuova collana di poeti tradotti con testo a fronte
Creata al fine di far conoscere i poeti stranieri con testi e traduzioni di alto livello.
Testi per dirigenti, tecnici e operai
Collana suggerita da Adriano Olivetti, tra il 1952 e il 1954, durante la ripresa industriale. Lo scopo è di fornire testi per la cultura tecnica e professionale.
Collezione di teatro
A cura e opera di Paolo Grassi e di Gerardo Guerrieri, la collana offre testi di teatro dal 1951.
Nuova Atlantide
Progetto editoriale del 1953, che ha come scopo la scoperta del mondo contemporaneo.
Classici dell'economia
Collana che ha il suo inizio nel 1954, con la prima traduzione del quarto libro del Capitale.
Italia mia
Opera del 1955, che coniuga immagini e testi.
Classici della filosofia
Progettata da Giorgio Colli nel 1955, offre opere dei maggiori filosofi.
Studi e ricerche
Collana che diede spazio a giovani studiosi, dedicati a testi sperimentali e di ricerca.
Opere di Gaetano Salvemini
Collana iniziata dal 1955, dedicata a opere antifasciste, successivamente assunta da Feltrinelli.
Inchieste
Proposte di analisi della realtà italiana proseguite in altre collane.
Scrittori di politica
Collana dedicata alle opere di maggior importanza nell'ambito delle azioni e cultura politica.
Opere di Maestri contemporanei
Dal 1957 al 1965 vengono pubblicate le raccolte di opere grafiche di Maestri del Novecento.
Libri bianchi
Libri dedicati al dibattito ideologico negli anni intorno al 1956.
Opere di Rodolfo Morandi
Pubblicati tra il 1958 e il 1961, raccolgono le prese di posizione antifasciste dell'autore.
Libri per ragazzi
Racconti, fiabe e poesie di autori italiani. Iniziata nel 1959, cessa la sua attività del 1990, confluirà nel catalogo E.Elle.
Piccola biblioteca Einaudi
Nata nel 1960 riprendendo e modificando il disegno della Piccola Biblioteca scientifico letteraria, si avvale all'inizio della collaborazione Franco Fortini.
Dal 1993 al 1997 una serie apposita ha raccolto i saggi dei docenti e dei migliori allievi della Scuola Superiore di Studi Storici dell'Università di San Marino.
Nel 1999 viene attuato un rilancio della collana, che ne definisce la filosofia editoriale, la grafica e il formato in funzione delle moderne esigenze di studio. Rinnovata graficamente in due serie (la prima su sfondo bianco e la seconda su sfondo grigio). La nuova serie ha superato i 500 titoli nel 2010. Fanno parte della collana principale, Piccola biblioteca Einaudi. Mappe e Piccola biblioteca Einaudi. Mappe. Piccola storia dell'arte, con monografie e approfondimenti.
Opere di Piero Sraffa
Nel 1960 esce la prima edizione mondiale di Produzioni di merci a mezzo di merci.
La nuova società
Per iniziativa di Raniero Panzieri, si intese con questa collana approfondire l'analisi della realtà contemporanea.
Opere di Pietro Gobetti
Raccolte dal 1960 ma presenti nel catalogo dal 1947.
Nuova Universale Einaudi
Fondata nel 1962 e rinnovata graficamente tre volte, è la più ricercata dai bibliofili, sia per la cura, sia per le scelte che la rendono una specie di enciclopedia del sapere attraverso i testi. Dal 1975 al 1979 venne fatto un tentativo di una nuova serie con la copertina non rigida, per tornare alla copertina tradizionale con sovraccoperta dopo una sessantina di stampe. Nel 2010 una nuova serie sembra vocata a un numero inferiore di pagine dei volumi.
Collezione di poesia
Nata nel 1964 (con un volume antologico di Tjutčev) e ancora attiva, pur non pubblicando molti numeri, risulta una delle collane italiane più prestigiose di poesia.
Biblioteca di storia dell'arte
Dal 1964 comincia a uscire una serie di opere dei maestri e studiosi sui momenti principali della vita artistica, collana a cura di Enrico Castelnuovo.
Nuovo Politecnico
Nata nel 1965, ha raccolto, per lo più, volumetti di meno di 100 pagine e d'argomento sociale e psicologico. La collana, diretta da Giulio Bollati, ha ospitato opere di Franco Basaglia, Noam Chomsky, Michel Foucault, Ronald Laing, e Susan Sontag, per fare nomi esemplari del suo taglio editoriale. Dopo l'uscita di 169 titoli, è stata chiusa nel 1989.
Nuova Biblioteca Scientifica Einaudi
Riprende gli argomenti di cultura scientifica, economica e religiosa.
La ricerca letteraria
Nata nel 1965 su iniziativa di Guido Davico Bonino, questa collezione ha pubblicato scrittori rappresentativi di un'area di avanguardia.
Letture per la scuola media
Iniziata nel 1965, al fine di offrire testi adeguati per gli insegnamenti nelle scuole medie, cessa nel 1989; ora la collana fa parte del Catalogo Elemond Scuola.
Serie di politica economica
Nata nel 1966 e diretta da Antonio Giolitti, la collana analizza e presenta il dibattito economico e sui criteri di governo delle pubbliche amministrazioni.
Fuori commercio. Plaquettes
Testi fuori collana nati per eventi o occasioni eccezionali.
La ricerca critica
Progettata nel 1967 in concessione con "La ricerca letteraria" ha promosso una discussione nelle due serie con contenuti innovativi.
Serie politica
Collana dedicata al movimento studentesco del 1968, trattando temi di attualità, rivoluzione sociale e culturale.
Opere di Cesare Pavese
Raccolta completa delle opere dell'autore.
Einaudi Letteratura
Iniziata nel 1969 diretta da Giulio Bollati e Paolo Fossati, dedicata a temi creativi innovativi.
Einaudi Paperbacks
Nata nel 1969 era una collana di saggi, poi trasformata dal 1991 nella collana Biblioteca Einaudi che ne ha ripreso diversi titoli. Al suo interno opere di Theodor Adorno, Gianfranco Contini, Max Horkheimer, Jacques Lacan, Cesare Segre o Ludwig Wittgenstein. La seconda collana, tuttora esistente, nel 1995 è stata raddoppiata dalla collana "Biblioteca studio" (chiusa nel 1997 dopo 34 titoli).
Gli struzzi
Avviata nel 1970, la collana fu considerata allora una delle principali, quasi una scelta del meglio, con molte ristampe da altre collane e qualche uscita diretta (famosa, per esempio, quella de La storia di Elsa Morante nel 1974). In questa collana furono pubblicati i testi della cultura contemporanea e i capisaldi delle letterature. Dopo aver virato verso la saggistica varia e la politica contemporanea negli anni Duemila, è stata sospesa nel 2009. L'ultimo titolo pubblicato è la seconda parte della biografia di Indro Montanelli.
Einaudi Società
Avviata nel 1976 viene inserita nella collana Gli struzzi.
Opere di Gianfranco Contini
Avviata nel 1970 e dedicata agli studi di Gianfranco Contini, si conclude nel 1998 con un'opera postuma.
Nuovi Coralli
Successore dei Coralli collana che ospita vari testi e opere affermate e di novità.
Centopagine
La collana di narrativa, ideata da Italo Calvino nel 1971, ripropose romanzi brevi di autori classici in un totale di 77 volumi pubblicati fino al 1985.
Tantibambini
Opere dedicate alla scoperta e immaginazione dei bambini, creata nel 1972 da Bruno Munari.
Storia d'Italia
Collana iniziata da Ruggero Romano e Corrado Vivanti e dedicata ai cambiamenti del paese italiano.
Opere di Carlo Rosselli
Raccolta delle opere dell'autore dal 1973.
Reprints Einaudi
Serie e ristampe, messe a disposizione degli studenti, di grandi opere provenienti da i Saggi, Biblioteca di cultura storica e Biblioteca di cultura filosofica.
Storia economica Cambridge
Edizione italiana curata da Valerio Castronovo, 8 voll. in 10 tomi dalla Cambridge University Press.
Einaudi Biblioteca Giovani
Serie a cura di Giulio Bollati del 1975, racconta la storia delle civiltà e società attraverso opere delle letteratura.
Serie "Bianca dei Coralli"
Testi di ricerca letteraria.
Classici Ricciardi-Einuadi
Scelte di titoli della collezione La Letteratura italiana. Storia e testi in piccoli volumi.
Enciclopedia
Ebbe inizio nel 1977 a cura di Ruggero Romano, articolata in 600 voci fondamentali pone a confronto la cultura italiana con quella internazionale.
Storia dell'arte italiana
15 voll. in 17 tomi, a cura di Giovanni Previtali e Federico Zeri, inizia la pubblicazione del 1979, proponendo nuovi orizzonti nell'analisi metodologica delle opere d'arte.
Istituzioni Italiane
Analisi delle realtà istituzionali Italiane.
Microstorie
Con Carlo Ginzburg e Giovanni Levi, dal 1981 si propone come esperimento e verifica di materiale culturale.
Fondazione Luigi Einaudi di Torino. Studi
Pubblicazioni di ricerca e lavori di giovani studiosi.
Letteratura Italiana
17 voll. in 20 tomi, opera diretta da Alberto Asor Rosa, che si prefigge di analizzare e affrontare in modo critico la materia.
Nodi
Collezione a cura di Ruggero Romano, iniziata nel 1983, trattando vari temi del sapere contemporaneo.
Scrittori tradotti da scrittori
Nata nel 1983, era diretta da Giulio Einaudi in persona. È iniziata con Il processo di Kafka tradotto da Primo Levi. La collana ospitava all'interno anche una serie trilingue, diretta da Valerio Magrelli. Dopo la chiusura nel 2000, alcuni titoli vengono ristampati nei tascabili. In tutto sono usciti 82 libri.
Storia di Roma
4 voll. in 7 tomi, a cura di Andrea Carandini, Guido Clemente, Filippo Coarelli, Lellia Cracco Ruggini, Emilio Gabba, Andrea Giardina, Arnaldo Momigliano e Aldo Schiavone, che progettano una nuova storiografia del mondo antico con la questione della continuità rispetto alla storia europea.
Biblioteca dell'Orsa
Giulio Bollati e Paolo Fossati propongono opere dei maggiori scrittori del Novecento.
Einaudi tascabili
Creata solo nel 1989 e curata all'inizio da Oreste Del Buono, è diventata ben presto la più diffusa collana Einaudi. L'ampia scelta di titoli sia di narrativa sia di saggistica, ha portato lo sviluppo di alcune collane autonome, come "Stile libero" e "Vertigo".
Tascabili Biblioteca
Grandi libri di tutti i tempi e classici della contemporaneità.
Super ET
Romanzi, saggi e poesie.
Stile Libero
Collana diretta a Roma da Paolo Repetti e Severino Cesari, creata nel 1996. È suddivisa nelle seguenti sotto-collane: "Big", "Noir", "Inside", "DVD" ed "Extra". Non tutte le pubblicazioni appartengono necessariamente a una di queste.
Saggi Brevi
Nasce nel 1988, proponendo saggi sulla letteratura, arte e scienze umane e scienze esatte.
Storia delle scienze
Opera di grande formato, a cura di Paolo Galluzzi, ricca di apparato iconografico, affronta la storia delle scienze e delle tecnologie.
Einaudi Contemporanea
Ideata del 1991 da Ernesto Franco, è una lettura e reinterpretazione delle opere di tradizione saggistica di Einaudi.
Biblioteca della Pléiade
La collana venne creata nel 1992 congiuntamente da Einaudi e Gallimard. Vengono proposte edizioni critiche di testi classici in volumi che hanno le stesse caratteristiche (carta, stampa, legatura) della collana francese Bibliothèque de la Pléiade. Un altro esperimento di collana di lusso è stata la "Biblioteca dell'Orsa" di cui sono usciti 3 volumi di Primo Levi, due di lettere di Pasolini e un volume ciascuno per Bulgakov, Musil e Svevo.
Dizionari Einaudi
Dal 1992 forniscono uno strumento di consultazione e studio.
Storia della Lingua Italiana
Diretta da Luca Serianni e Pietro Trifone in 3 voll., affronta la storia e la genesi della lingua italiana e dei suoi dialetti.
Storia d'Europa
A cura di Perry Anderson, Maurice Aymard, Paul Bairoch, Walter Barberis, Carlo Ginzburg, Jean Guilaine e Salvatore Settis, l'opera rivede la storia contemporanea del continente europeo alla luce delle più recenti acquisizioni storiografiche.
Storia dell'Italia repubblicana
3 voll. in 5 tomi, a cura di Francesco Barbagallo. Opera che analizza 50 anni di storia, società, costume e cultura della Repubblica Italiana.
Biblioteca Studio
Testi fondamentali di introduzione a discipline singole.
I Greci. Storia Cultura Arte Società
4 voll. in 7 tomi, a cura di Salvatore Settis.
Storia di Torino
In 9 voll., a cura di Rinaldo Comba, Umberto Levra, Giuseppe Ricuperati e Nicola Tranfaglia.
Biblioteca Einaudi
Nasce nel 1997 come sviluppo della Biblioteca studio.
Opere di Elio Vittorini
Pubblicazione delle opere complete dell'autore.
Edizioni di Comunità
Dal 1946 rivista mensile di politica e cultura di Adriano Olivetti, nel 1998 rilevata da Giulio Einaudi Editore e dal 2002 diventata collana della casa editrice.
Storia del cinema mondiale
5 voll. in 6 tomi, a cura di Gian Piero Brunetta.
Storia del teatro moderno e contemporaneo
Diretta da Roberto Alonge e Guido Davico Bonino, in 4 voll.
Dizionario della Resistenza
A cura di Enzo Colotti, Frediano Sessi e Renato Sandri, prima completa lettura in chiave storiografica della Resistenza.
Enciclopedia della musica
Opera in 5 voll. diretta da Jean-Jacques Nattiez, sull'interpretazione dei vari aspetti della musica.
Opere di Walter Benjamin
Pubblicazione delle opere complete dell'autore.
Il romanzo
Opera in 5 voll. diretta da Franco Moretti, si occupa del genere del romanzo dal punto di vista contemporaneo.
Opere di Anna Frank
Testo critico dei diari di Anna Frank dall'edizione integrale olandese
Arti e storia del Medioevo
Opera ricca di apparato iconografico che mette in scena un dialogo tra storici dell'arte e storici delle realtà sociali e politiche medievali
Dizionario del fascismo
Opera diretta da Sergio Luzzatto e Victoria De Grazia, che si pone come obiettivo il determinare la funzione della storia del fascismo
L'Arcipelago Einaudi
Collana nata nel 2002 con l'intento di rappresentare una narrativa di qualità letteraria elevata
Vele
Collana di saggi brevi ideata da Ernesto Franco.
Dizionario dell'Occidente Medievale
83 voci concettuali scritte da oltre 30 studiosi.
Dizionario dell'Olocausto
Collana che mira a sistematizzare in forme dizionariste il dramma della Shoah.
Dizionario dei registi del cinema mondiale
Collana dedicata ai grandi registi del cinema mondiale.
L'Italia del Novecento. Le fotografie e la storia
A cura di Giovanni De Luna, Gabriele D'Autilia e Luca Criscenti, rivisitazione dell'ultimo secolo di storia italiana con immagini e illustrazioni.
Einaudi Storia
Collana dedicata all'età contemporanea con testi di ricerca storica e di originale impianto narrativo.
Piccole Grandi opere
Collana dedicata agli studenti che propone grandi opere a prezzi più accessibili.
Il Sapere greco. Dizionario critico
2 voll., a cura di Jaques Brunschwig, Geoffrey E. R. Lloyd e Maria Lorenza Chiesara.
Dizionario di antropologia e etnologia
Testo di riferimento di studi antropologici con oltre 400 lemmi.
Psiche. Dizionario storico di psicologia, psichiatria, psicoanalisi, neuroscienze
2 voll., a cura di Adriano Zamperini, Francesco Barale, Vittorio Gallese, Stefano Mistura e Mauro Bertani. Dizionario costruito per lemmi critici dedicato al mondo della mente.
Dizionario del comunismo nel XX secolo
Dizionario che esamina in maniera sistematica e per voci l'universo del mondo comunista, con oltre 400 lemmi.
Letture Einaudi
Collana a cura di Mauro Bersani, nata nel 2007 per riproporre classici inediti o introvabili del Novecento. Il primo volume della serie è La banda di Asakusa del premio Nobel Yasunari Kawabata.
La prima guerra mondiale
Opera francese in 2 voll. a cura di Stephane Audoin-Rouzeau e Jean-Jacques Becker, analizza per saggi lo svolgimento e le conseguenze della Grande Guerra.
La matematica
4 voll., a cura di Claudio Bartocci e Piergiorgio Odifreddi, analizza l'universo della matematica in maniera trasversale.
Il mondo Bizantino
3 voll., a cura di Angeliki Laiou, Cécile Morrisson, Jean-Claude Cheynet, Tommaso Braccini e Silvia Ronchey. Opera di studi internazionali di bizantinistica.
Le religioni e il mondo contemporaneo
Opera che indaga i molteplici rapporti tra i tre monoteismi e la nascita della modernità in Europa e nel resto del mondo.
Frontiere Einaudi
Collana di saggistica narrativa.
Dizionario della fotografia
2 voll., a cura di Robin Lenman, in edizione italiana a cura di Gabriele D'Autilia.
Passaggi Einaudi
Collana di saggistica e narrativa del tempo contemporaneo.
Atlante di filosofia. Luoghi e percorsi del pensiero
A cura di Elmar Holenstein, con 41 carte a colori, la collana ripercorre la storia del pensiero umano dagli inizi ai giorni nostri.
Storia del mondo arabo
A cura di Ulrich Haarmann e Francesco Alfonso Leccese. Rappresentazione del mondo arabo in tutta la sua estensione geografica e storica.
Atlante della letteratura Italiana
3 voll. a cura di Sergio Luzzatto e Gabriele Pedullà che offrono una rappresentazione della cultura letteraria italiana.
Lezioni Primo Levi
Il Centro Internazionale di Studi Primo Levi raccoglie in una collana le lezioni annuali sulla figura e sull'opera dell'autore.
La Cina
3 voll. in 4 tomi, a cura di Roberto Ciarla, Mario Sabattini, Guido Samarani, Maurizio Scarpari e Tiziana Lippielo. L'opera considera l'intera civiltà cinese senza le limitazioni di opere analoghe.
La fotografia contemporanea
Saggio che ricostruisce i periodi di produzione fotografica dagli anni Ottanta a oggi.
Architettura del Novecento
3 voll. in 4 tomi, a cura di Marco Biraghi e Alberto Ferlenga
Le guerre di Dio. Nuova storia delle crociate
Ricostruzione accreditata dalla critica che definisce la mentalità europea dell'anno Mille fino alla scoperta dell'America.
Cartografie del tempo. Una storia della linea del tempo
Dai manoscritti medievali all'era di internet, libro illustrato da quasi 300 immagini.
Le immagini di Dio. Una storia dell'Eterno nell'arte
Raccolta di immagini e iconografie a partire dall'antichità fino ai giorni nostri.
La Biblioteca
Collana generalista a firma di importanti studiosi italiani e internazionali.
La Compagnia di San Paolo 1563-2013
450 anni di storia della compagnia di San Paolo.
Van Eyck. I fondatori della pittura fiamminga
Monografia dedicata all'artista.
Storia della pittura bizantina
Opera dedicata alla pittura bizantina.
Prima guerra mondiale. La rivoluzione globale
Opera che ricostruisce il primo conflitto mondiale.
La Biblioteca. Una storia mondiale
Percorso di immagini e parole dedicato alle più importanti biblioteche del mondo.
Storia del mondo
6 voll., a cura di Jürgen Osterhammel e Akira Iriye. Opera dedicata alla storia della civiltà umana, studiata e ricostruita in prospettiva mondiale.
Il Mediterraneo. Della preistoria alla nascita del mondo classico
Volume dedicato alla realtà storica e culturale del Mediterraneo dalla preistoria all'età classica.
L'arte del Rinascimento in Italia. Una nuova storia
Opera dedicata al Rinascimento italiano.
Quale Francesco? Il messaggio nascosto negli affreschi della Basilica superiore di Assisi
Studio sulla figura di Francesco d'Assisi.
Collezioni Ubulibri
Selezione da "I testi Ubulibri", collana della casa editrice teatrale fondata e diretta da Franco Quadri.
La guerra-mondiale 1937-1947
L'arte della Bibbia. Manoscritti minati del Medioevo
Raccolta dell'universo delle Bibbie miniate.
Opere complete di Primo Levi
A cura di Marco Belpoliti, edizione completa e commentata delle opere dello scrittore.
La Mesopotamia. Arte e architettura
Florilegium. Tesori botanici dal primo viaggio di Cook
Opera che documenta e riproduce i bozzetti di piante sconosciute dagli occidentali incontrate durante il viaggio dal capitano Cook
Collezione di teatro
Nata nel 1953, ad opera di Paolo Grassi e di Gerardo Guerreri, questa collana si propone di offrire testi del teatro d'oggi e d'ogni tempo. La nuova serie è cominciata nel 1962 e tuttora esistente, si tratta di piccoli volumi con una sola opera drammatica per volta, è stata fondata e diretta per anni da Paolo Grassi e Gerardo Guerrieri.
La ricerca letteraria
Nata nel 1967 aveva una sezione italiana (con copertina rossa, diretta da Guido Davico Bonino, Edoardo Sanguineti e Giorgio Manganelli), una straniera (con copertina argento-grigia), una di saggistica (con copertina verde) e una di arte e teatro (con copertina blu).
Einaudi Letteratura
Nata nel 1969 la collana si apriva con Teste-morte di Samuel Beckett e si chiudeva nel 1984 con Vert-Vert di Filippo de Pisis, per 79 titoli.
Microstorie
Nata nel 1981, diretta da Carlo Ginzburg e Giovanni Levi, ha presentato piccole storie sul modello delle ricerche francesi di Les Annales non propongono ampie narrazioni riassuntive, ma episodi scelti con al centro relazioni tra individui e famiglie di singole comunità più che grandi processi economici visti come astratti. La collana è stata chiusa nel 1991, dopo 21 titoli.
L'arcipelago
Lanciata nel 2002 con un racconto di Sebastiano Vassalli, è una collana di piccoli libri tascabili ma in prima edizione.
Piccola Biblioteca Scientifico letteraria
Da inserire nella sezione dedicata a Piccola Biblioteca.
La formula di questa iniziativa è stata dal 1949 quella di offrire testi divulgativi di alto livello scientifico e culturale, differenziati in una serie "rossa", storico-scientifica, e "grigia", letteraria. Già nel catalogo del 1956 si avvertivano però le difficoltà dell'iniziativa: la prima serie mostrava di avere "una sua sicura prospettiva di sviluppo"; difatti sarebbe sfociata nella Piccola Biblioteca Einaudi, che mirava a creare una letteratura popolare.
Opere
Più che una collana unica, sono una serie di libri di opere complete con formato e taglio diverso, secondo l'autore. Sono raccolte (o al momento progettate e in qualche caso abbandonate) le opere complete di Walter Benjamin, Gianfranco Contini, Francesco De Sanctis, Anna Frank, Luigi Einaudi, Piero Gobetti, Antonio Gramsci, Carlo Rosselli ed Elio Vittorini. Distribuiti in altre collane, anche altri autori sono stampati per intero presso Einaudi, per esempio Beppe Fenoglio, Primo Levi, Cesare Pavese o Paolo Volponi.
Grandi opere
Non si tratta di un'unica collana, ma di serie di volumi tematici a carattere enciclopedico, curati dai principali esperti dei vari settori. Alcuni volumi hanno fatto parte della collana "Biblioteca di cultura storica", dal quale sono stati scorporati a seguito del successo della Storia d'Italia. Sono stati pubblicati:
- L'Arte del Rinascimento, a cura di Campbell
- Arti e storia nel Medioevo (4 voll.), a cura di Enrico Castelnuovo e Giuseppe Sergi
- Cartografie del tempo. Una storia della linea del tempo, di Daniel Rosenberg e Anthony Grafton
- Dizionario della letteratura italiana del Novecento, a cura di Alberto Asor Rosa
- Dizionario delle letterature classiche, a cura di Margaret Howatson
- Dizionario delle religioni, a cura di Giovanni Filoramo
- Dizionario di etologia, a cura di Danilo Mainardi
- Dizionario dei registi del cinema mondiale (3 voll.), a cura di Gian Piero Brunetta
- Dizionario del comunismo nel XX secolo (2 voll.), a cura di Silvio Pons e Robert Service
- Dizionario del fascismo (2 voll.), a cura di Victoria de Grazia e Sergio Luzzatto
- Dizionario della pittura e dei pittori (6 voll.), a cura di Michel Laclotte
- Dizionario della Resistenza (2 voll.), a cura di Enzo Collotti, Renato Sandri e Frediano Sessi
- Dizionario dell'Occidente medievale (2 voll.), a cura di Jacques Le Goff e Jean-Claude Schmitt
- Dizionario dell'Olocausto, a cura di Walter Laqueur, Judith Tydor Baumel e Alberto Cavaglion
- Dizionario di antropologia e etnologia, a cura di Pierre Bonte e Michel Izard
- Dizionario di psicologia dello sviluppo, a cura di Silvia Bonino
- Dizionario di linguistica e di filologia, metrica, retorica, a cura di Gian Luigi Beccaria
- Dizionario di preistoria (2 voll.), a cura di André Leroi-Gourhan e Marcello Piperno
- La fotografia contemporanea, di Michel Poivert
- Le guerre di Dio. Nuova storia delle crociate, di Chrystopher Tyerman
- Le immagini di Dio. Una storia dell'Eterno nell'arte, di François Boespflug
- L'Italia del Novecento. Le fotografie e la storia (4 voll.), a cura di Giovanni De Luna, Gabriele D'Autilia e Luca Criscenti
- Le religioni e il mondo moderno: Cristianesimo; Ebraismo; Islam; Nuove tematiche e prospettive (4 voll.), a cura di Giovanni Filoramo, Daniele Menozzi, David Bidussa e Roberto Tottoli
- Storia delle scienze (3 voll.), a cura di Ferdinando Abbri, Renato G. Mazzolini e William R. Shea
- Storia del marxismo (4 voll. in 5 tomi), a cura di Eric Hobsbawm
- Storia d'Italia Einaudi (10 voll.), con Annali (26 voll. in 28 tomi) e volumi sulle Regioni (17 voll.), a cura di Ruggiero Romano e Corrado Vivanti

VS (versus)
Nel 2021 viene aperta VS, una nuova collana di saggistica basata sull'accostamento nel titolo di parole contrastanti, esplorando concetti in opposizione, per leggere la contemporaneità.
Quanti
Si tratta di una collana universale, pubblicata unicamente in digitale, che raccoglie opere di saggistica, narrativa e tante altre forme di narrazione dedicate a un tema preciso. I testi sono brevi, proprio per essere letti in un'unica volta. Le prime proposte sono uscite a maggio 2021 e presentavano scritti di Paolo Giordano e Antonella Lattanzi, tra gli altri, sul tema della speranza.. Il secondo numero è stato, invece, dedicato alle Reti con scritti firmati da Natasha Lennard e Carlotta Vagnoli, tra gli altri.

## Fatturato
Fatturati annui in milioni di euro, al mese di settembre di ogni anno:
- 2004: 31,7 m.d.e.[52]
- 2005: 30,5 m.d.e.[52]
- 2006: 32,8 m.d.e.[53]
- 2007: 35,1 m.d.e.[53]
- 2008: 37,0 m.d.e..[54]
- 2009: 34,5 m.d.e.[55] mentre 50,2 m.d.e. a fine 2009 con un decremento rispetto all'anno precedente del 2,9%.[56]
- 2010: 33,8 m.d.e[55]

## Dati societari
Dati societari aggiornati al 2009:
- Sede legale: Via Umberto Biancamano 2, Torino
- Iscrizione al registro imprese di Torino e codice fiscale n. 08367150151
- Partita IVA 07022140011
- Capitale sociale € 23.920.000,00 i.v.
- Società con unico azionista (Mondadori Libri S.p.A.)
  - Detiene il 50% delle quote di Edizioni EL S.r.l.